# VX球

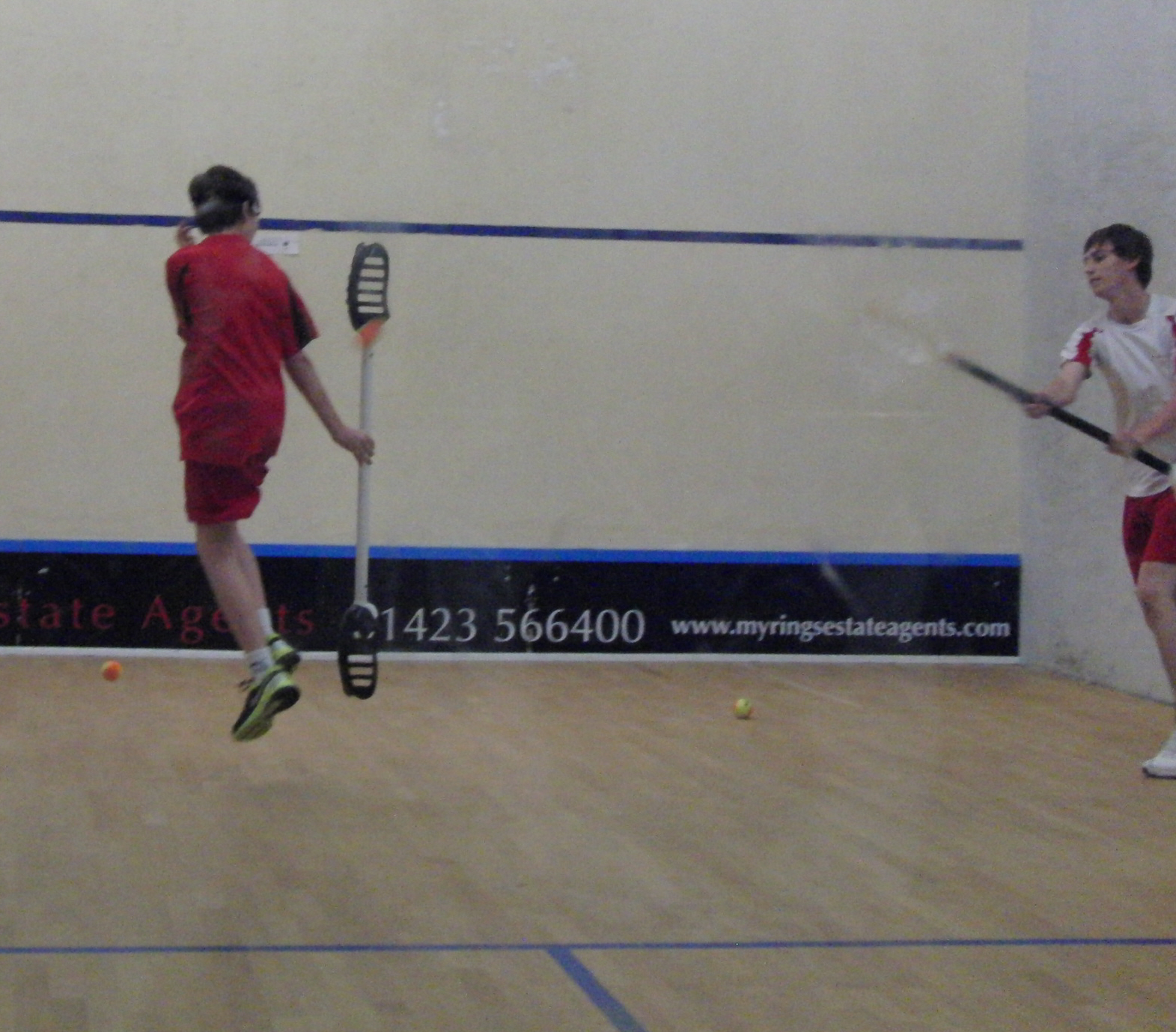
2013年VX球世界杯單人組總決賽

VX球(域士球)，是由Rock-It-Ball而改編的運動，是源自英國的球類運動。標準比賽會分為兩隊對打，每位運動員都有一支VX 球棍（VstiX，由球棍以其兩端的投擲器/接球器組成），使用的球是比網球柔軟的VX特製網球，可以用VstiX進行運球，或是進行傳球、接球及丟球等動作。若球丟到對方球員身體肩膀以下及腳以上的部位，或是接到對方的丟球，均能得分。VstiX球結合了複式躲避球、袋棍球、巴斯克回力球及曲棍球中的元素。
VX球(域士球)最早是從英國北約克郡開始發展，並於2006年2月在青年體育基金會體育學院會議（Youth Sport Trust's Sports Colleges Conference）上正式啟動。2012年，VX國際聯合會將運動更名為VX以適應其國際發展。VX是完全不分性別的運動。男性和女性在比賽中的地位完全相等。

## 歷史
這項運動最初稱為Rock-It-Ball，是起源於英國的一項球類運動。它在北約克郡（英國）發展，並於2006年2月在青年體育基金會的體育學院（ Youth Sport Trust's Sports Colleges Conference）會議上正式啟動。
Rock-It-Ball早已在英國的學校成為一項普遍的運動。它是被青年體育信託基金推行的四個特色運動項目之一，VX球已經開始在17個國家中定期舉行比賽， 並成立了一個VX國際聯合總會，當中已有11個國家成為VX國際聯合總會的屬會。
Rock-It-Ball 隨著時間的發展，以雙打的標準遊玩方式，在進一步改良和擴張玩法，在所用的設備和場地也有規定和標準。在2012年，為了能配合國際性比賽，VX國際聯合總會將Rock-It-Ball命名為VX Sports。現在所有不同地區的屬會、所有不同賽事中，都已套用新官方名稱VX。
在2017年8月，VX在體育公認協會的大會上（the General Assembly of the Sport Recognised Association）獲得了國際認可，正式為體育運動。

## 規則
VX球(域士球)由五名玩家組成的兩支球隊進行比賽。球場的大小大約相當於一個體育館和四個羽毛球場。
在美國，使用籃球場。每個玩家都使用一個VstiX（它由球棍、兩端有投擲器/接球器組成）。玩家並不會只侷限在特定區域活動，整個球場基本上都可以走動。但球員移動時，必須進行運球（兩端之間晃動球或通過使用VstiX的一端將球彈回地板上來運球），否則持球行走兩步後，會被規定走步。
每場比賽有五個球。用球擊中對手的肩膀以下和腳以上的任何身體部位都可得1分。接到對手的擲球得分為3分（用VX球棍舉起所接到的球，大叫「Catch」）。當球員被擊中時，他必須站著不動，舉手，大叫「Yes」並看向裁判。裁判記錄分數，並示意球員可以繼續比賽。裁判由位於球場另一側的兩個裁判員協助。
裁判的作用僅僅是監督球員犯規的行為。所有犯規的行為都將受到三分處罰。使用暴力會被強制要求退出比賽和紀律處分。
犯規例子包括：
- 球員不誠實
- 打撈（被擊中後馬上執球）
- 走步 （球員持球在行走兩步，必須進行運球）
- 故意身體接觸（故意撞擊他人）
- 擊走對手球員球棍上的球
- 粗言穢語

## 玩法
作為VX球(域士球)發展的一部分，VX國際聯合會引入了單人（1對1）（V2），三人對打（1對1對1）（V3）版本和雙人對打 （2對2）（V4）
- V2由兩名球員在壁球場上打三個球。此版本可能是官方版本中最緊張、刺激的版本。一場比賽分為上下場，每場四分鐘。

- V3也是在壁球場比賽的單打版本，由三名球員使用四個球進行比賽。獲勝者是被球擊中最少的球員。一場比賽分為上下場，每場四分鐘。

- V4也在壁球場上打，並以4個球打2v2。一場比賽分為上下場，每場四分鐘。

新的比賽模式是由VX國際聯合會所創建的，使這項運動門檻更低，更容易遊玩，不同的比賽方式難度上也不同。

## 聯盟
VX國際聯合會成立於2006年12月，但在2012年更名後，更名為Global VX。 Global VX在全球範圍內管理這項運動，協助NGB的建立和運行 並組織國際比賽。 Global VX還運營著每年一月舉行的年度規則委員會。

## 外部連結
- The International Federation - Global VX （页面存档备份，存于）
- The VX video site （页面存档备份，存于）
- the England VX Association - VX England （页面存档备份，存于）
- Worcester & West Midlands VX Club
- Northallerton VX Club
- Naestved VX Club
- 香港VX球運動總會  Hong Kong VX Association- VX HongKong （页面存档备份，存于）